# 6b-hidroksihiosciamin epoksidaza
6b-hidroksihiosciamin epoksidaza (EC 1.14.11.14, hidroksihiosciaminska dioksigenaza, (6S)-6-hidroksihiosciamin,2-oksoglutaratna oksidoreduktaza (formira epoksid)) je enzim sa sistematskim imenom (6S)-6beta-hidroksihiosciamin,2-oksoglutarat:kiseonik oksidoreduktaza (formira epoksid). Ovaj enzim katalizuje sledeću hemijsku reakciju
(6)-6beta-hidroksihiosciamin + 2-oksoglutarat + O2 {\displaystyle \rightleftharpoons } skopolamin + sukcinat + CO2 +2O
Za rad ovog enzima se neophodni Fe2+ i askorbat.

## Literatura
- Nicholas C. Price; Lewis Stevens (1999). Fundamentals of Enzymology: The Cell and Molecular Biology of Catalytic Proteins (Third изд.). USA: Oxford University Press. ISBN 019850229X.
- Eric J. Toone (2006). Advances in Enzymology and Related Areas of Molecular Biology, Protein Evolution (Volume 75 изд.). Wiley-Interscience. ISBN 0471205036.
- Branden C; Tooze J. Introduction to Protein Structure. New York, NY: Garland Publishing. ISBN 0-8153-2305-0.
- Irwin H. Segel. Enzyme Kinetics: Behavior and Analysis of Rapid Equilibrium and Steady-State Enzyme Systems (Book 44 изд.). Wiley Classics Library. ISBN 0471303097.
- William P. Jencks (1987). Catalysis in Chemistry and Enzymology. Dover Publications. ISBN 0486654605.

## Spoljašnje veze
- 6beta-hydroxyhyoscyamine+epoxidase на 